# 欍子埔
欍子埔，原寫為欍仔埔，又寫為仔埔，是臺灣雲林縣水林鄉的一個傳統地域名稱，位於該鄉西南端。相較於今日行政區，其範圍大致包括瓊埔村、塭底村，以及因河道變遷而被改劃至嘉義縣東石鄉的溪下村北部地區中段。

## 歷史
臺灣清治末期至日治初期，欍子埔地區為一（舊制）街庄，稱為「欍仔埔庄」，隸屬於蔦松堡。該庄北邊中段及東段與食水堀庄、蕃薯厝庄為鄰，東與頂蔦松庄為鄰，南邊隔北港溪與後崩山庄、溪仔下庄、蚶仔藔庄為界，西邊及北邊西段為水井庄。
1901年（日治明治三十四年）11月，全臺廢縣廳改設二十廳，該庄隸屬於斗六廳。1903年（明治三十六年）6月，該庄編入「頂蔦松區」，隸屬於斗六廳。1909年（明治四十二年）10月，合併二十廳為十二廳，頂蔦松區改隸屬於嘉義廳。1920年（大正九年），全臺地方制度大改正，廢十二廳改設五州二廳，該庄改制並雅化為「欍子埔」大字，隸屬於臺南州北港郡水林庄（新制街庄）。
戰後水林庄改制為水林鄉，隸屬於臺南縣，大字亦改制為村。1950年10月，雲、嘉、南分治，水林鄉改隸屬雲林縣。

## 聚落
本地區發展較早的聚落有欍仔埔、塭底等，在日治期初期的官方地圖上已有記載。此外，本地區尚有六戶仔、新塭等聚落。

## 交通
鄉道雲150線是水井至蔦松的道路，經過本地區的新塭、欍子埔兩聚落。由該道路向西北可前往水井，並止於省道台17線路口（水井聚落東南郊）；向東南東可前往頂蔦松地區南部，並止於北港溪松山大橋縣界上。

## 學校
- 中興國小